# Jan Drzewiecki (generał)
Jan Drzewiecki, (ur. 5 sierpnia 1921 w Krakowie pod nazwiskiem Holzer, zm. 8 marca 2001 w Warszawie) – oficer frontowy II wojny światowej, generał brygady Wojska Polskiego, małżonek pisarki i scenarzystki Stanisławy Drzewieckiej.

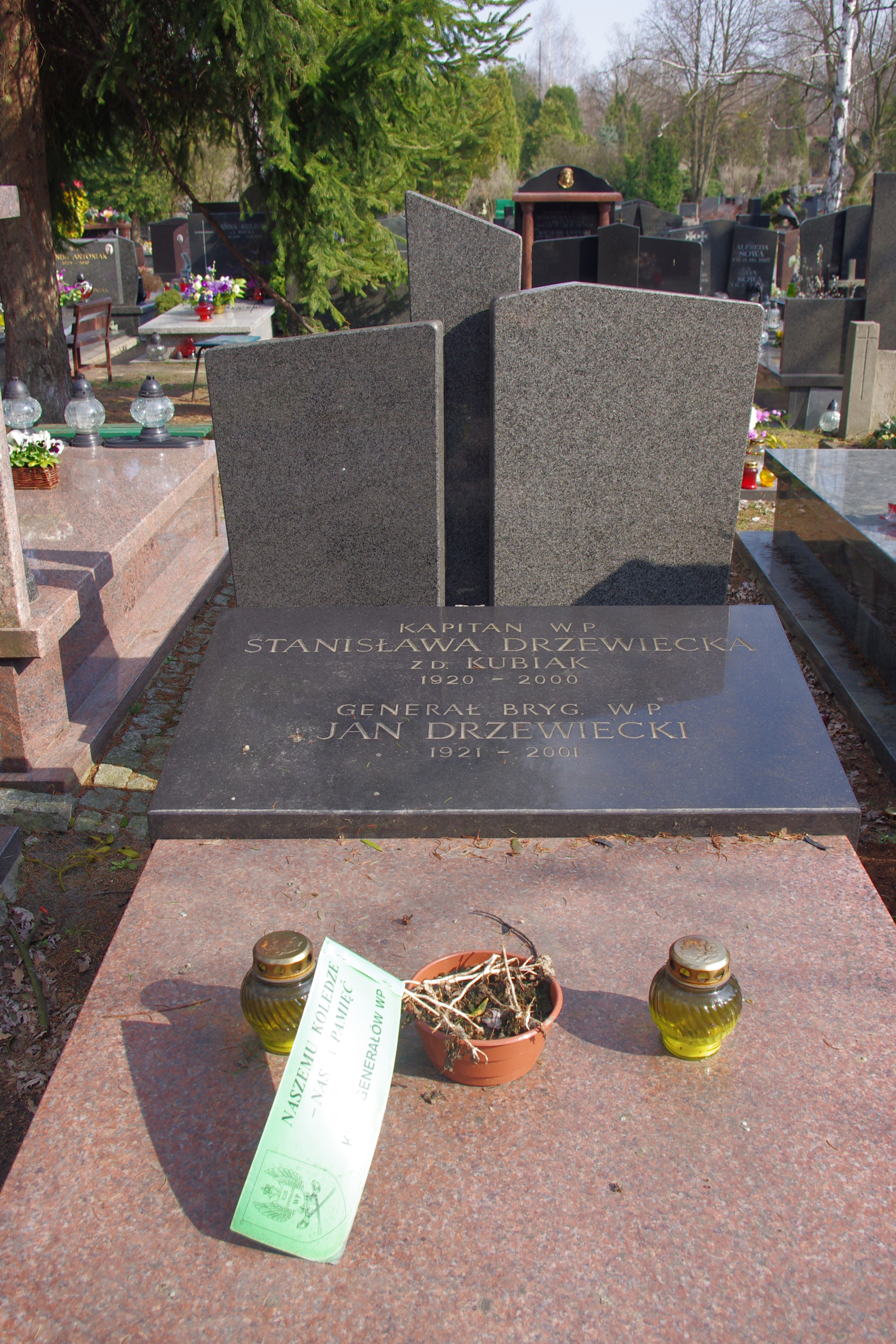
Grób gen. Jana Drzewieckiego (1921-2001) i jego żony kapitan Stanisławy Drzewieckiej (1920-2000) na Cmentarzu Wojskowym na Powązkach w Warszawie

## Życiorys
Urodzony w żydowskiej rodzinie Adama, rzeźnika i Pauliny Holzerów. W swoim życiorysie pisał, że jest obywatelem polskim, narodowości polskiej, pochodzenia żydowskiego. Do 1936 skończył 4 klasy gimnazjum w Krakowie, a do 1939 był uczniem Szkoły Poligraficznej w Krakowie, pracując jednocześnie jako uczeń drukarski w Drukarni Narodowej. W lipcu 1936 wstąpił do KZMP, a po jego rozwiązaniu przez Komintern w sierpniu 1938 wstąpił do Organizacji Młodzieżowej Towarzystwa Uniwersytetów Robotniczych, gdzie w styczniu 1939 został sekretarzem Koła.

## Służba wojskowa

### Armia Czerwona
W czasie wybuchu wojny obronnej we wrześniu 1939 Drzewiecki był w wieku przedpoborowym. Ewakuowany z Krakowa na tereny Polski wschodniej znalazł się od 17 września we Lwowie, w strefie okupowanej przez sowietów. Następnie w ramach ochotniczego zaciągu wyjechał do Zagłębia Donieckiego, gdzie pracował jako robotnik w kopalni węgla. W marcu 1940 został ściągnięty przez brata, który był działaczem Międzynarodowej Organizacji Pomocy Rewolucjonistom, do Białegostoku, gdzie pracował jako inspektor Oddziału Opieki Społecznej w Prezydium Dzielnicowej Rady Delegatów.  W maju 1940 został powołany do  Armii Czerwonej i skierowany jako słuchacz do Oficerskiej Szkoły Piechoty w Mińsku, ewakuowanej po wybuchu wojny z Niemcami do Stalinogorska. W październiku 1941 mianowany młodszym lejtnantem. i wyznaczony na dowódcę plutonu w 625 Zapasowym Pułku Piechoty. W grudniu 1941 podczas bitwy pod Moskwą został ranny w miejscowości Bogorodick i do kwietnia 1942 przebywał na leczeniu w szpitalu wojskowym w Wolsku. Po wyleczeniu był dowódcą kompanii fizylierów w 47 Gwardyjskim Pułku Piechoty 15 Dywizji Piechoty Gwardii na Froncie Południowo-Zachodnim i uczestniczył w bitwie o Charków. Podczas walk w rejonie bitwy pod Stalingradem w styczniu 1943 został po raz kolejny ranny. Leczył się w szpitalu wojskowym w rejonie czkałowskim. Po wyjściu ze szpitala został skierowany na kurs dowódców batalionów „Wystrieł” w miejscowości Ufa. W sierpniu 1943 na własną prośbę przeszedł na stan 1 Korpusu Polskich Sił Zbrojnych w ZSRR w stopniu podporucznika.

### Polskie Siły Zbrojne w ZSRR
Od końca 1943 do marca 1944 był zastępcą dowódcy batalionu do spraw liniowych w 1 Samodzielnym Batalionie Kobiecym im. Emilii Plater. Przeszedł szlak bojowy 1 Dywizji Piechoty im. Tadeusza Kościuszki. W marcu 1944 został dowódcą kompanii szkolnej na Kursach Polityczno-Wychowawczych. W sierpniu 1944 został dowódcą batalionu szkolnego w Centralnej Szkole Polityczno-Wychowawczej w Lublinie. W grudniu 1944 awansował do stopnia majora.

### Ludowe Wojsko Polskie
W październiku 1945 został dowódcą batalionu doskonalenia oficerów w Centralnej Szkole Polityczno-Wychowawczej. W 1946 ukończył kurs dowódców pułku w Centrum Wyszkolenia Piechoty w Rembertowie, a 12 października 1946 awansował na podpułkownika. Od grudnia 1946 do grudnia 1949 studiował w Akademii Wojskowej im. Michaiła Frunzego w Moskwie.Po powrocie do kraju służył w Sztabie Generalnym Wojska Polskiego, gdzie był kolejno kierownikiem II sekcji I wydziału Oddziału III (1949-1950), kierownikiem III sekcji I wydziału Oddziału III (1950), szefem I wydziału Oddziału III (1950-1951), szefem I Oddziału Zarządu I Operacyjnego (1951-1953) i szefem Zarządu I Operacyjnego Sztabu Generalnego WP (1953-1960). Odpowiedzialny za planowanie działań w północnej części Europy m.in. w zajęciu w Danii i inwazji Bornholmu w ramach ewentualnego konfliktu między Wschodem a Zachodem.
Według materiałów zgromadzonych przez Instytut Pamięci Narodowej był tajnym współpracownikiem Informacji Wojskowej. Nosił pseudonim „Porter”. Został zwerbowany w 1952 r. przez Główny Zarząd Informacji Wojska Polskiego.
W retrospekcji w wywiadzie z 1997 przyznawał, że planowanie Sztabu Generalnego w tamtych latach było charakteru zaczepnego, brakowało planów obronnych. Zarządzeniem Prezesa Rady Ministrów z 16 lipca 1955 został awansowany do stopnia generała brygady. W 1956 jako kierownik zespołu był współautorem memorandum Sztabu Generalnego w sprawie powstającego Układu Warszawskiego. W memorandum domagano się większego uniezależnienia operacyjnego polskich sił zbrojnych od sojuszników oraz większego charakteru narodowego Sił Zbrojnych Polskiej Rzeczypospolitej Ludowej.
Od kwietnia 1960 do kwietnia 1962 służył jako dowódca 9 Dywizji Zmechanizowanej, a następnie od września 1962 jako szef Wojewódzkiego Sztabu Wojskowego Warszawa - Województwo. Na tym stanowisku otrzymywał początkowo pozytywne opinie, a później negatywne. Przełożeni, w tym dowódca Warszawskiego Okręgu Wojskowego gen. dyw. Zygmunt Huszcza, podkreślali, że utrzymuje kontakty z oficerami rezerwy pochodzenia żydowskiego i zarzucali mu popieranie Izraela po agresji tego państwa na kraje arabskie w 1967 roku, co doprowadziło do utraty zaufania do jego osoby. Był trzykrotnie karany przez Komisję Partyjną PZPR.
14 listopada 1968 został zwolniony z zajmowanego stanowiska, a następnie 5 grudnia 1968 przeniesiony do rezerwy ze względu na odmowę przeniesienia na niższe stanowisko służbowe.
Będąc w rezerwie, ukończył w 1975 trzyletni Kurs Pedagogiczny w Warszawie i zdobył uprawnienia lektora języka niemieckiego w Instytucie Kształcenia Nauczycieli.
Zmarł w wyniku nowotworu i został pochowany na wojskowych Powązkach (kwatera EII-9-5).

## Awanse
- podporucznik - 1943
- porucznik - 1944
- kapitan - 1944
- major - 1944
- podpułkownik - 1946
- pułkownik - 1950
- generał brygady - 1955

## Życie prywatne
Mieszkał w Warszawie. W 1946 zmienił nazwisko z Holzer na Drzewiecki. Zmiana została zatwierdzona rozkazem personalnym MON z 20 lipca 1946. Od 1948 był żonaty ze Stanisławą Sarnowską z domu Kubiak (1920-2000). Małżeństwo było bezdzietne.

## Odznaczenia
- Krzyż Oficerski Orderu Odrodzenia Polski (1958)
- Krzyż Kawalerski Orderu Odrodzenia Polski (1945)
- Order Krzyża Grunwaldu III klasy (1945)
- Złoty Krzyż Zasługi
- Medal 10-lecia Polski Ludowej (1954)
- Złoty Medal „Siły Zbrojne w Służbie Ojczyzny” (1958)
- Srebrny Medal „Siły Zbrojne w Służbie Ojczyzny”
- Brązowy Medal „Siły Zbrojne w Służbie Ojczyzny”
- Krzyż Bitwy pod Lenino[5]
- Brązowy Medal „Za Zasługi dla Obronności Kraju”
- Odznaka Kościuszkowska
- Medal „Za obronę Stalingradu”[5]
- Medal „Za obronę Moskwy”[5]
- Medal „Za zwycięstwo nad Niemcami w Wielkiej Wojnie Ojczyźnianej 1941-1945"